# Török népek
A török népek Ázsiában és Európában élő népek, amelyeket a közös néprajzi és nyelvi eredet (török nyelvek) kapcsol össze. Néha türk népek formában is használatos. (A magyar nyelvben nincs egyértelmű fogalom a török nyelvcsalád népeire.)

## Eredetük
A török népcsoport őshazája tekintetében megoszlanak a vélemények, de a legvalószínűbb, hogy ez az Urál és Altaj hegység között terült el, s innen rajzottak ki Belső-Ázsia, illetve a kelet-európai sztyeppék irányába.
A mongol invázió nyomán az oguz törökök Kis-Ázsiáig hatoltak előre, s ott előbb a szeldzsukok, majd az Oszmán-dinasztia nagy birodalmakat alapítottak.

## Szótörténet
A török (és türk) népcsoportokat nem lehet csupán nyelvészeti alapon rendszerezni, mivel a nyelvük ősi és eloszlásuk egész Eurázsiára kiterjed (nemcsak a Török állam területére).
A népcsoportok köztörök eredetére vonatkozó török népek kifejezést a mai anatóliai törökökkel (Törökország) és kortárs rokonnépeikkel (türkmének, üzbégek, azeriek, kirgizek, krími tatárok, stb.) szokták összetéveszteni, eközben a türkök kifejezést inkább a kora középkori birodalommal kapcsolatban álló népek megnevezésére használjuk.
A török népek kultúrtörténetét a turkológia (Turkology) és annak ágai pl. az altajisztika tanulmányozza.

## Török-magyar történeti és nyelvi kapcsolatok
Mivel sok az ezzel kapcsolatos félreértés, illetve nem tudományosan megalapozott állítás, meg kell említeni azt is, hogy a magyarok törökökkel közös említése nem valótlan alapokon nyugszik, ugyanis bevonulásuk idején már török népek szövetségében éltek. Kapcsolatuk a türk, ogur és bulgár törzsszövetségekkel a Kazár Birodalom létrejötte után, a 7. század második felében érte el olyan fokát, amely a kutatók szerint már kihatott a magyar nyelv későbbi alakulására is.
Ezen kapcsolat történelmi hátterére vonatkozik a klasszikus példa, Bíborbanszületett Konstantinos bizánci császár (913–959) írása is, amelyben a Honfoglaló magyarokat "törököknek" (ótörök, türk) nevezi.
Az Altaj vidékéről vándorló magyarok útjuk során főleg ótörök (türk) népekkel találkoztak, és velük, elsősorban politikai alapú szövetséget kötöttek (például a Bolgárokkal), mégpedig a kutatás szerint azért is, mert ezekben a népekben közös kulturális gyökereket is felismertek. (A magyar vérszövetség más téma: tudományosan nem tisztázott és nem tudjuk, hogy pontosan akkor és úgy történt-e meg, ahogy azt Anonymus leírta. De a vérszerződés ilyen vagy olyan formája keleti-, leginkább éppen türk népeknél közismert szokás volt.)
A kutatás helyzetét tovább bonyolítja, hogy a magyarok előtt már lakták török népek a Kárpát-medencét is, például az avarok vagy a besenyők. Ebből kifolyólag közismert teória az avar-magyar néprokonság is (lásd még: A hun–magyar rokonság elmélete). 
A magyar nyelvben ma is megtalálható török eredetű kifejezéseket sokan tévesen a korai török (köztörök, türk) eredetre vezették vissza, vagy megpróbálták legalábbis a török elemeket „másodlagos rokonság” során kialakult jövevényszavakként magyarázni. Valójában azonban a Kárpát-medence török megszállása idejéből maradtak vissza nemcsak a magyaroknál, de a környező szláv népeknél is. Ennek az ellentmondásos területnek a vizsgálata azonban dinamikusan fejlődik.

## Népek

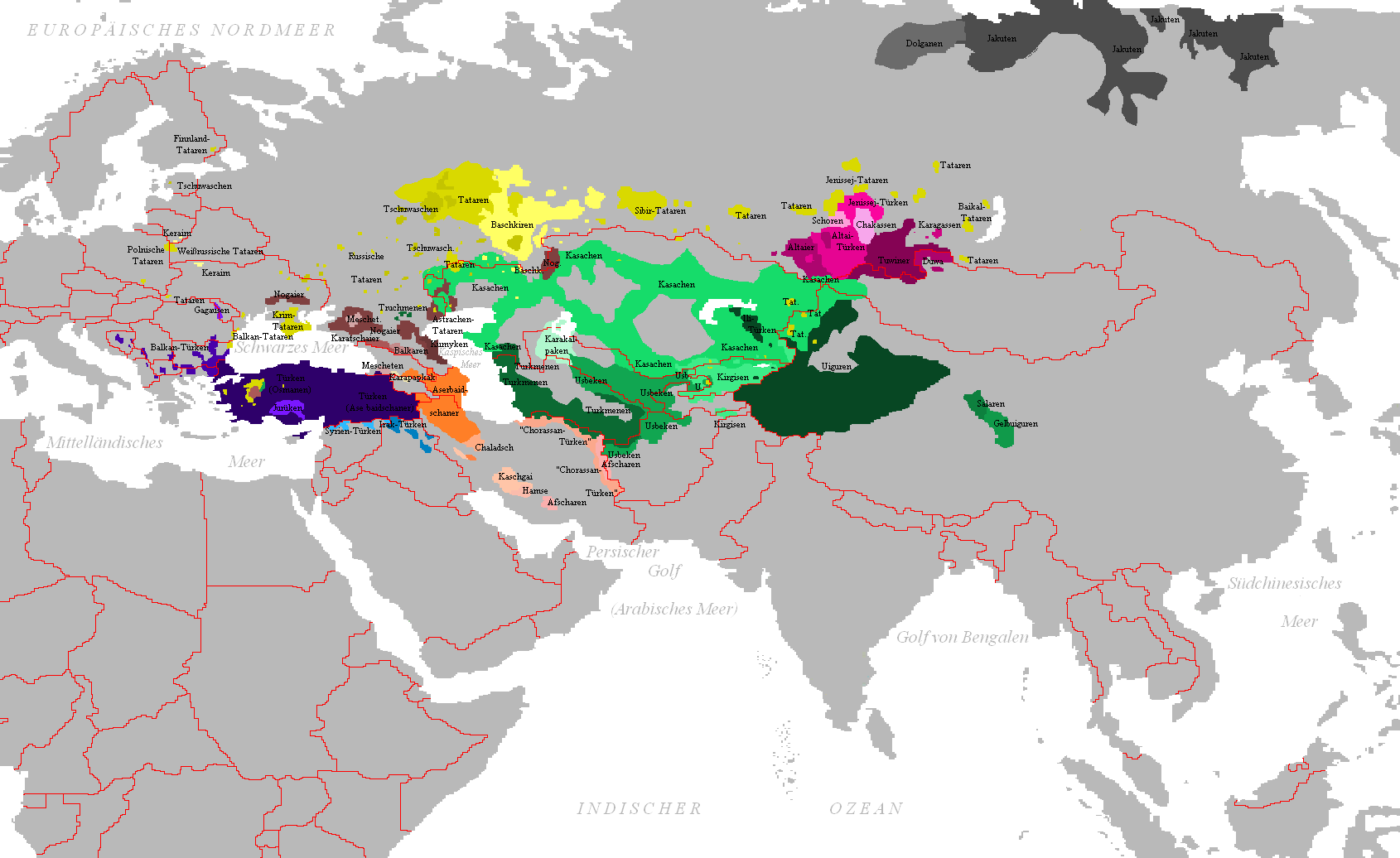
Török népek

### Mai török népek
- altajiak
- azeriek
- balkárok
- baskírok
- csuvasok
- krími karaiták
- dolganok (ÉK-Szibéria)
- gagauzok
- hakaszok
- jakutok
- kaskáik
- karacsájok
- karakalpakok
- kazakok
- krimcsakok
- kumikok
- kirgizek
- nogajok
- manavok
- szalarok (Kína)
- tatárok
- törökök
- türkmének
- tuvaiak
- ujgurok
- üzbégek

### Történelmi lista
- ősbolgárok
- besenyők
- jenyiszeji kirgizek
- kazárok
- kipcsakok
- kunok
- úzok (oguzok)
- valószínűleg a hunok és az avarok is török eredetűek voltak [4]